# Andreas Ostler
Andreas Ostler, noto Anderl (Grainau, 21 gennaio 1921 – Grainau, 24 novembre 1988) è stato un bobbista tedesco; ha sempre gareggiato per la Germania Ovest, eccetto ai Giochi olimpici di Oslo 1952 e Cortina d'Ampezzo 1956, quando la Germania schierò una squadra unificata.
Grazie alle due medaglie d'oro vinte a Oslo 1952 in entrambe le specialità, Ostler rientra nel ristretto novero di piloti capaci di ottenere la "doppietta" bob a due-bob a quattro alle Olimpiadi nella stessa edizione, impresa riuscita soltanto ad altri cinque colleghi nella storia dei giochi: l'italiano Eugenio Monti, i tedeschi orientali Meinhard Nehmer e Wolfgang Hoppe e i connazionali André Lange e Francesco Friedrich.

## Biografia
Ai VI Giochi olimpici invernali (edizione disputatasi nel 1952 a Oslo, Norvegia ) vinse la medaglia d'oro nel bob a 4 con i connazionali Friedrich Kuhn, Lorenz Nieberl e Franz Kemser. dietro di loro le nazionali statunitense e svizzera; il tempo segnato fu di 5'07"84 quasi tre secondi da quella statunitense (5'10"84) e quasi quattro secondi dalla svizzera (5'11"70). Per avere più possibilità di vittoria nella gara a quattro, la squadra tedesca decise di non schierare una seconda slitta e di affiancare quindi a Ostler e Nieberl i due atleti più possenti, quali erano appunto Kuhn e Kemser; con un peso totale di 472 kg, il quartetto tedesco riuscì ad avere agevolmente la meglio sulla concorrenza. In seguito la Federazione Internazionale di Bob e Skeleton (FIBT) decise di porre delle limitazioni di peso agli equipaggi, fissando il limite in 420 kg. Con Lorenz Nieberl vinse l'oro anche nel bob a due nella stessa manifestazione con un tempo di 5'24"54.
Quattro anni dopo, ai Giochi di Cortina d'Ampezzo 1956, Ostler partecipò soltanto alla gara a quattro, piazzandosi all'ottavo posto finale e sfilando inoltre quale portabandiera della delegazione tedesca ai Giochi.
Inoltre ai campionati mondiali vinse due ori e due medaglie d'argento: nel 1951 conquistò la medaglia d'oro sia nel bob a due con Lorenz Nieberl che nel bob a quattro con Nieberl, Xavier Leitl e Michael Pössinger, mentre nel 1953 ottenne due medaglie d'argento nel bob a due con Franz Kemser e nel bob a quattro con Heinz Wendlinger, Hans Hohenester e Rudi Erben.
Ha altresì conquistato sette titoli nazionali, quattro nel bob a due e tre nel bob a quattro.
Dopo il ritiro Ostler si dedicò all'attività di ristoratore. Nel 2006 la vicenda del quartetto tedesco capitanato da Ostler, vincitore della medaglia d'oro alle olimpiadi del 1952, venne raccontata nel film Schwere Jungs (Heavy Boys).

## Palmarès

### Olimpiadi
- 2 medaglie:
  - 2 ori (bob a due, bob a quattro a Oslo 1952).

### Mondiali
- 4 medaglie:
  - 2 ori (bob a due, bob a quattro a l'Alpe d'Huez 1951);
  - 2 argenti (bob a due a Garmisch-Partenkirchen 1953).

### Campionati tedeschi
- 7 medaglie[1]:
  - 7 ori (bob a due, bob a quattro nel 1950; bob a due nel 1951; bob a quattro nel 1952; bob a due nel 1953; bob a due, bob a quattro nel 1954).